# 淡水新政記

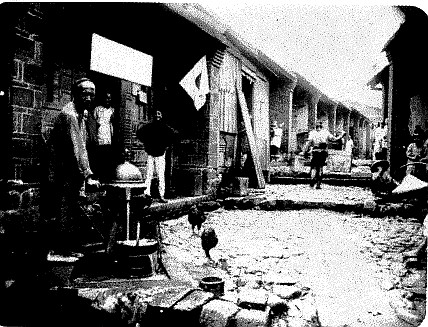
《淡水新政記》描繪的是1895年的台灣淡水

《淡水新政記》作者為日本知名情報軍官福島安正，本是1895年6月爆發的乙未戰爭中，日軍實地戰情調查報告。該日本陸軍佔領北台灣淡水地區的施政報告，後經福島正安摘錄集結成冊。當時職務為淡水司政官的福島安正，以地緣戰略情報觀點詳細描繪日本軍方佔領台灣淡水（即滬尾）的管理方式，其觀點頗周延完整。

## 簡介
以日誌形式呈現的《淡水新政記》報告，所記載日期為1895年6月9日－6月25日，時間為14天。作者福島安正於該報告出爐之前的1891年2月，以488天時間橫越西伯利亞。旅途過程的情報觀察受到相當矚目，而《淡水新政記》延續他擅長的地緣戰略敘述，是為研究台灣史的重要參考。於日本政府或軍方而言，該報告中所記載的台灣總督府佔領淡水的「新政」管理方式更成為爾後中日戰爭或太平洋戰爭，日軍武力攻佔中國或南洋新領土的行政管理範本。
《淡水新政記》雖以日誌形式呈現，但重點集中描繪台灣總督府與日本軍方佔領台灣淡水的「新政」初期行政工作，除此，為了方便交接，也側重行政組織的建立過程與概況。若將其分類，約有軍事、內政兩大類。

## 遣返中國清軍
在軍事方面，《淡水新政記》敘述了150名直屬日本近衛師團的後援軍隊佔領淡水的過程。其重點為遣送清朝兵員、移交軍權至巡捕和教育憲兵台灣語等等。
因自台灣基隆與台北戰場棄職的1700餘名清軍士兵均聚集淡水，遣回該國兵員至中國大陸成為台灣總督府與日本軍方的首要工作。於新政記的敘述裡面，對於投降者統以「沒收其兵器彈藥」與「安撫」兩者為主要處理要點。其中，此要點也適用於攻佔英國紅毛城領事館電信局的300名清兵。
為了快速遣返清兵，書中記載作者福島安正特別寫信至廣東省地方官，描述清朝敗退軍隊「情堪憐憫」，並請求中國官方「妥為照料」。除此，為了免生爭端，遣送運輸任務除日方船艦外，也委由英輪作為遣送運輸工具。

## 治安內政
逢政權更迭，治安成為新統治者的重要議題。《淡水新政記》的報告中，詳加記載巡捕編制、教習兩方日台語、警力操典、設置派出所、處分重輕罪的施政過程。
借助當地人為力量，迅速安撫佔領地民心的治理方式是福島安正選擇的方式，而制定臨時錄用規則來篩選錄用人員，是挑選的方法。例如新政記於6月14日記載的《巡捕錄用規則》為
- 滬尾街有家屋者
- 年齡20-30歲
- 娶妻成家者
- 不抽鴉片者
- 能取得二人具保者

除了治安之外，《淡水新政記》的內政治理描繪則有市街測圖、戶口調查、開設市場、銀錢幣鈔兌換、汽船開駛、清掃市街、組織衛生機構、任命村里長、懸掛太陽旗、調查租稅等。